# Operação Faktor
A Operação Faktor anteriormente denominada Operação Boi Barrica é uma operação da Policia Federal Brasileira que investiga Fernando Sarney, suspeito de fazer caixa dois na campanha de Roseana Sarney na disputa pelo governo do Maranhão em 2006. Antes das eleições, ele teria sacado 2 milhões de reais em dinheiro vivo.O nome Boi Barrica refere-se a um grupo folclórico do Maranhão que tem como padrinhos a família Sarney.A operação teve que ser rebatizada devido a reclamações do grupo boi-bumbá Boizinho Barrica.
Fernando Sarney foi indiciado por formação de quadrilha, gestão de instituição financeira irregular, lavagem de dinheiro e falsidade ideológica.Todavia, nega todas as acusações.
Em consequência desta operação a Polícia Federal (PF) gravou ligações mostraram indícios de nepotismo praticados por Sarney onde interveio ao entregar um cargo ao namorado de sua neta, juntamente com Agaciel Maia.
Em 2011 o Superior Tribunal de Justiça (Ministros da 6ª Turma) anulou as provas que a PF havia encontrado por tê-las considerado ilegais. As investigações, desta forma, retornam quase a seu ponto de início.

## Controvérsias sobre o nome
A operação intitulada inicialmente Operação Boi Barrica teve seu nome modificado devido ao uso da marca "Boi Barrica" que é registrada a um notório grupo de brincantes de bumba meu boi em São Luís. Devido a nomeação inicial o grupo detentor da marca processou o governo federal por danos morais e ganhou R$ 100.000,00 em primeira instância.

## Conflito com o Jornal Estado de S. Paulo
O jornal O Estado de S. Paulo em 31 de julho de 2009 foi proibido de publicar reportagens sobre a Operação Faktor. O ato foi realizado pelo desembargador Dácio Vieira a pedido de Fernando Sarney e a multa determinada no descumprimento da decisão é de R$ 150 mil por cada publicação sobre a operação.
O desembargador Dácio Vieira natural de Araguari pertence ao círculo social de Sarney e Agaciel Maia e é ex-consultor jurídico do Senado. Esteve presente no casamento de Mayanna Maia filha de Agaciel, onde Sarney foi padrinho.
Depois da ação de Dácio Vieira uma série de entidades com a Ordem dos Advogados do Brasil e a Associação Nacional de Jornais repudiaram a ação.
Posteriormente, em 10 de novembro de 2009, foi anunciado que o Supremo Tribunal Federal (STF) negou o pedido do jornal contra a proibição que havia recebido em publicar informações sobre dados da Operação Boi Barrica, alegando que o caso estava em segredo de justiça. Na sua defesa os advogados do jornal compararam o fato ao Ato Institucional nº 5.
Em 18 de dezembro de 2009 Fernando Sarney decidiu remover a ação de proibição de veicular matérias sobre a operação ao Estado.Porém, a proibição continua. Todavia, o Estado está aguardando intimação da justiça para decidir se aceitará ou não a extinção do processo.
Depois de 384 dias, o jornal ainda alegava estar sob censura e indicou preferência dar sequência ao julgamento de mérito da ação.